# 胡筑生
胡筑生（1948年4月8日—），中華民國陸軍中將、台大EMBA碩士、中國國民黨籍政治人物、名嘴，現任兩岸統合學會研究員，曾任監督年金改革行動聯盟召集人、陸軍官校校友總會創會會長、中國國民黨黃復興黨部書記長、三軍大學陸軍學部主任、國防部參事、中正預校校長、陸軍151師長、陸軍319師參謀長、陸軍127師副參謀長、陸軍127師381旅長。

## 生平

### 學經歷
從軍時期，中華民國陸軍軍官學校和三軍大學（現國防大學）畢業，曾任三軍大學陸軍指揮參謀學院（現國防大學陸軍學院）院長、中正國防幹部預備學校校長、陸軍戰法暨準則發展委員會（現陸軍教育訓練暨準則發展指揮部）主委及中華民國國防部史政編譯室主任。
退伍後，國立臺灣大學管理學院高階公共管理組碩士班畢業，論文著作為《賽局理論於軍事決策運用之研究－以第一次波灣戰爭為例》。2013年10月26日，在臺北新店彭園會館，主持中華民國陸軍軍官學校校友總會成立大會，並擔任首任會長。2016年2月1日，黃復興黨部書記長新人事案生效，胡筑生因此卸任書記長，由前陸軍政戰部樊楚樵接任書記長一職。2017年9月4日，獲選擔任監督年金改革行動聯盟召集人。

### 赴中國大陸
2010年6月2日，參加中國南京市第二屆兩岸退役將軍高爾夫球邀請賽，打出了77杆的成績。
2013年6月24日，參加中國北京市「築信研討會：止戈與立信」研討會，會議出席者分為中華民國國軍方面：退役中將寧攸武、傅應川、傅慰孤、胡筑生及蔣海安，退役少將劉忠桓與鄭旗生，兩岸統合學會理事長張亞中，國立政治大學國際關係研究中心教授吳東野與嚴震生。中國人民解放軍方面：中將徐根初、劉繼賢及趙剛，少將周伯榮、武桂馥及朱成虎，中華文化發展促進會副會長辛旗，秘書長鄭劍，涉台學者郭震遠，中國人民大學教授黃嘉樹。

### 社交
2015年12月30日，陪同邱毅出席藍天行動聯盟召集人武之璋《解剖民進黨》新書發表會。

### 選舉
2016年1月16日，參選中國國民黨全國不分區及僑居國外國民選舉，名列第13名，最終落選。

## 爭議言論
2015年9月9日，胡筑生接受《中國評論通訊社》專訪，批評：「中共瞄準的飛彈叫M族，撤退根本無意義，這是假議題」、「美國學界提棄台論不是假的」、「台灣有人鼓吹反中」及「民主自由不切實際」。
2015年11月19日，在壹電視新聞台政論節目《壹起來翻轉》，針對連戰參加中國人民解放軍的九三閱兵表示是：「正常的交流」。
2015年12月24日，參加公教軍警暨退休人員聯合總會南投縣分會歲末聯誼時，批評：「軍公教聯盟黨是綠營外圍組織」，而引起軍公教聯盟黨的反駁。
2016年1月6日，在年代新聞台政論節目《新聞面對面》，批評：「如果軍中每個都是洪仲丘，那台灣早就變成女人國了」。
2016年1月7日，在三立新聞台政論節目《新台灣加油》，與無黨籍人士楊實秋激烈交鋒，楊實秋批評黃復興黨部的「配票單」爭議，最後胡筑生突然氣憤離席。

## 媒體投書
- 胡筑生/民進黨把中華民國當成什麼？[22]
- 胡筑生/定位九二共識，台獨還有路嗎？[23]
- 胡筑生/改陸軍官校校歌 先凍結台獨黨綱亂源[24]
- 胡筑生/軍人沒尊嚴，改良式徵兵依然緣木求魚[25]
- 胡筑生/蔡政府不當年改 背信必自斃[26]
- 胡筑生/蔡政府背信毀約 軍人尊嚴誰來顧？[27]
- 胡筑生/慶富案燒破國艦國造美夢[28]
- 胡筑生/數字下慶富迷思　誰比較夠力？[29]
- 胡筑生/罷昌已成掀開政治最後一塊黑布[30]
- 胡筑生/罷昌行動 全民啟動[31]
- 胡筑生/罷昌倒數將至 戰神將走下神壇？[32]
- 胡筑生/全台空汙進行式 又要軍人幹[33]
- 胡筑生/促轉條例清算鬥爭 只會讓「新南向」笑話[34]
- 胡筑生/誰吃盡民主的豆腐？[35]
- 胡筑生/役政署長的官威讓全民看見國防部的弱[36]
- 胡筑生/海軍官校走向海軍大學？[37]
- 胡筑生/文青喊話能繞過九二共識嗎？[38]
- 胡筑生/中華民國是民意最大公約數[39]
- 胡筑生/繞過九二共識能解決M503航線爭議？[40]
- 胡筑生/不當鬥爭勞工 訴諸公民複決公投嚴懲[41]
- 胡筑生/農田水利會改官派 是民主進步還是退步？[42]
- 胡筑生/黨產說無限上綱 綠色監察橫行[43]
- 胡筑生/政治力入校 憲政毀壞危機[44]
- 胡筑生/官校教育亂改讓軍不像軍[45]
- 胡筑生/受訓22週就退 菜官怎訓練？[46]
- 胡筑生/讓軍人無尊嚴 捅出國安新危機[47]
- 胡筑生/繆上校之死能夠喚回軍人尊嚴？[48]
- 胡筑生/戰鬥缺額陷蔡政府國安危機[49]
- 胡筑生/募兵缺額嚴重影響國家安全[50]
- 胡筑生/面對31項惠台措施 台灣還有多少籌碼？[51]
- 胡筑生/賴閣虛台走向讓國安破洞[52]
- 胡筑生/繆上校捍衛尊嚴與憲法 卻換來「積勞病故」？[53]
- 胡筑生/誰說在台找不到九二共識？看看台商的例子[54]